# Skørhat-familien
Skørhat-familien (Russulaceae) er en familie i Skørhat-ordenen.
| Slægter |

- Birkeporesvamp-slægten (Piptoporus)
- Blødporesvamp (Tyromyces)
- Brunporesvamp (Phaeolus)
- Cinnobersvamp (Pycnoporus)
- Frantisekia
- Fyrsvamp (Fomes)
- Gloeophyllum
- Korkhat (Lenzites)
- Læderhat (Panus)
- Læderporesvamp (Daedaleopsis)
- Læderporesvamp (Trametes)
- Mælkehat (Lactarius)
- Poresvamp (Poria)
- Sejhat (Lentinus)
- Skørhat (Russula)
- Stilkporesvamp (Polyporus)
- Svovlporesvamp (Laetiporus)

| Svampe | Spire Denne artikel om svampe er en spire som bør udbygges. Du er velkommen til at hjælpe Wikipedia ved at udvide den. |